# Agustí Villaronga i Riutort
Agustí Villaronga i Riutort (Palma, 21 d'abril de 1953 - Barcelona, 22 de gener de 2023) va ser un director de cinema i guionista mallorquí conegut, entre d'altres, per pel·lícules com Pa negre (2010) i Incerta glòria (2017).

## Biografia
Nascut a Mallorca, en 1953, era net de firaires que venien bosses de pell a fires i mercats fins que la seva àvia va morir de tuberculosi en un hospital de Terrassa quan el seu pare era petit. Aquest va ser un nen de la guerra, enviat al front militar amb quinze anys i arribà a Palma per a treballar de carter. Apassionat del cinema, li va inculcar al seu fill la passió de l'art visual.
Quan Villaronga era només un infant jugava a fer projeccions amb dibuixos, capses de llumins i llanternes. Als 14 anys va decidir ser director. Quan va acabar el col·legi va escriure una carta a Roberto Rossellini a la seva escola de cinema a Roma. Li van respondre que abans hauria de passar per la universitat. Així doncs, en acabar els seus estudis bàsics en el Col·legi Montesión de Jesuïtes, ja adolescent, es va traslladar a Barcelona per a matricular-se i, posteriorment, llicenciar-se en Geografia i Història a la Universitat de Barcelona.
En companyia de l'actriu Núria Espert va viatjar per Europa i Amèrica representant un paper en l'obra Yerma, de Federico García Lorca. En tornar per seguir amb els seus estudis, va actuar en diverses pel·lícules en les quals tracta amb Pepón Coromina, productor que li va encarregar el vestuari de La plaça del diamant.
Fou professor d'imatge, director artístic, decorador, estilista i realitzador de vídeos de moda, essent tot això un pas previ per a la seva incursió en el món cinematogràfic amb els seus primers curts: Anta Dona (1976), Laberint (1980) i Al Mayurka (1980).
En 1987 va gravar la seva òpera primera Tras el cristal, que fou seleccionada per al Festival Internacional de Cinema de Berlín, premi de la crítica de Mallorca, Premi Ondas i Gran premi del Festival de Cinema de Barcelona.
Seguidament, Julián Mateos i Maribel Martín li van produir El niño de la luna (1989), guardonada amb un premi Goya al millor guió original i nominada a millor director i pel·lícula. Tanmateix, lluny dels premis, la crítica i el públic van atacar amb vehemència el seu treball.
En 1992 va filmar Al-Andalus: les arts islàmiques a Espanya, un documental produït per Sogetel i el Museu d'Art Modern de Nova York, i no va tornar fins al 1995, quan va adaptar la novel·la de Georges Simenon en el seu treball El pasajero clandestino, una obra allunyada de la seva pròpia forma de narrar i expressar. Va declarar durant el seu rodatge que la temptació de deixar el cinema va ser molt gran.
En 1997 torna amb 9.99 un altre encàrrec en el qual María Barranco hi està implicada, ja que el va proposar com a realitzador del guió. El film, coprotagonitzat per Terele Pávez, va estar present en diversos festivals, entre ells els de Montreal, Toronto, Roma, Sitges, l'Havana i el Fantafestival, on va guanyar sengles premis a més del Premi Mélies d'argent a la millor pel·lícula fantàstica europea.
El seu següent treball, El mar (2000) representa el seu retorn com a autor d'una pel·lícula íntegrament seva. Coguionista al costat del poeta Biel Mesquida i Toni Aloy a partir d'una novel·la de Blai Bonet. Presentada en el Festival de Berlín i nominada a l'Os d'Or, l'única cosa que no causa és indiferència. El seu reconeixement es fa internacional i guanya el Premi Manfred Salzgeber a la innovació.
En 2001 va rebre el Premi Nacional de Cinema de Catalunya. En 2002 dirigeix Aro Tolbukhin, dins la ment de l'assassí al costat d'Isaac-Pierre Racine i Lydia Zimmermann, un fals documental on juguen amb les possibilitats del llenguatge fílmic barrejant estils, gèneres i formats. Va ser guardonat amb el Premi Ariel com a millor guió original i nominada a la millor pel·lícula i direcció.
Allunyat del cinema, adapta el text teatral per a la realització en format televisiu de Després de la pluja (2007), on obté un digne però poc transcendent acolliment. En 2010 estrena Pa negre, basada en la novel·la Pa negre i Retrat d'un assassí d'ocells, de l'escriptor Emili Teixidor, amb una història centrada en la infància i adolescència d'un noi durant els foscos anys 1940 que, alhora que descobreix la sexualitat, es despertarà en ell una consciència moral.
Pa negre, de la productora Massa d'Or Produccions, liderada per Isona Passola, es va rodar amb un pressupost de quatre milions d'euros, el 82% via subvencions públiques. Massa d'Or va destinar una inversió de 500.000 euros per a finançar la pel·lícula, el que equival al 12,5% del pressupost de producció, segons va publicar Expansión. La resta es va finançar amb crèdits i subvencions públiques nacionals i autonòmiques i amb acords de coproducció amb TV3 i TVE. Aquesta pel·lícula es presenta en el Festival de Cinema de Sant Sebastià, on Nora Navas aconsegueix la Conquilla de Plata a la millor actriu, i el 13 de febrer de 2011 guanya 9 Premis Goya, entre els quals el de Millor direcció, d'un total de 14 nominacions.
El 22 de juliol de 2011 va ser premiat amb el Premi Nacional de Cinematografia. Dotat amb 3.000 euros, el guardó entregat pel Ministeri de Cultura, recompensa l'aportació més distingida en l'àmbit cinematogràfic espanyol durant l'any anterior a la seva concessió. El mateix any, Pa negre fou seleccionada per competir per l'Oscar a la millor pel·lícula de parla no anglesa.
En 2012 rep diversos guardons per la seva trajectòria, com el premi honorífic del Zinegoak, el premi Jordi Dauder de la Mostra de Cinema Llatinoamericà de Catalunya, i un homenatge del Spanish Cinema Now a Nova York. El 2014 obtingué el Premi Gaudí a la millor pel·lícula per a televisió per Carta a Eva.
En el moment de morir-se, estava a punt d'estrenar Loli Tormenta, la seva primera comèdia, protagonitzada per Susi Sánchez, i una adaptació de la novel·la La mort i la primavera de Mercè Rodoreda.
El 2023, va ser commemorat pel Govern de Catalunya amb la Creu de Sant Jordi.

## Obra
- 1976: Anta mujer, curtmetratge
- 1979: Laberint, curtmetratge
- 1979: Al mayurka, curtmetratge
- 1985: Tras el cristal
- 1989: El niño de la luna
- 1989: La mort i la primavera, basat en el llibre de Mercè Rodoreda[9]
- 1991: Al Andalus, documental
- 1995: El passatger clandestí, telefilm
- 1997: 99.9
- 2000: El mar
- 2002: Aro Tolbukhin, dins la ment de l'assassí, amb Lydia Zimmermann i Isaac-Pierre Racine
- 2005: L'habitant incert (actor)
- 2007: Després de la pluja, telefilm
- 2010: Pa negre
- 2012: Carta a Eva, mini-sèrie
- 2015: El Rey de La Habana
- 2015: El testament de la Rosa, documental sobre Rosa Novell
- 2017: Incerta glòria, basat en la novel·la de Joan Sales
- 2019: Born a King
- 2021: El ventre del mar, basat en Oceà, d'Alessandro Baricco[10]
- 2023: Loli tormenta

## Premis i nominacions

### Premis Gaudí
| Any  | Categoria                             | Pel·lícula | Resultat   |
| ---- | ------------------------------------- | ---------- | ---------- |
| 2011 | Millor pel·lícula en llengua catalana | Pa negre   | Guanyadora |
| 2011 | Millor direcció                       | Pa negre   | Guanyador  |
| 2011 | Millor guió                           | Pa negre   | Guanyador  |

### Premis Butaca
| Any  | Categoria                  | Pel·lícula          | Resultat  |
| ---- | -------------------------- | ------------------- | --------- |
| 2000 | Millor pel·lícula catalana | El mar amb Kràmpack | Guanyador |

### Festival Internacional de Cinema de Catalunya
| Any  | Categoria   | Pel·lícula | Resultat  |
| ---- | ----------- | ---------- | --------- |
| 1997 | Millor film | 99.9       | Candidata |

### Festival Internacional de Cinema en CatalàCosta Daurada
| Any  | Categoria         | Pel·lícula              | Resultat  |
| ---- | ----------------- | ----------------------- | --------- |
| 2016 | Millor documental | El testament de la rosa | Guanyador |

### Premis Goya[11]
| Any  | Categoria            | Pel·lícula          | Resultat  |
| ---- | -------------------- | ------------------- | --------- |
| 1990 | Millor direcció      | El niño de la luna  | Candidat  |
| 1990 | Millor guió original | El niño de la luna  | Guanyador |
| 2011 | Millor direcció      | Pa negre            | Guanyador |
| 2011 | Millor guió adaptat  | Pa negre            | Guanyador |
| 2015 | Millor guió adaptat  | El rey de La Habana | Candidat  |

### Festival Internacional de Cinema de Berlín
| Any  | Categoria               | Pel·lícula | Resultat   |
| ---- | ----------------------- | ---------- | ---------- |
| 2000 | Manfred Salzgeber Award | El mar     | Guanyadora |
| 2000 | Os d'Or                 | El mar     | Candidata  |

### Festival Internacional de Cinema de Canes
| Any  | Categoria  | Pel·lícula         | Resultat  |
| ---- | ---------- | ------------------ | --------- |
| 1989 | Palma d'Or | El niño de la luna | Candidata |

### Festival Internacional de Cinema de Sant Sebastià
| Any  | Categoria          | Pel·lícula                               | Resultat  |
| ---- | ------------------ | ---------------------------------------- | --------- |
| 2002 | Conquilla de Plata | Aro Tolbukhin, dins la ment de l'assassí | Candidata |